# Championnat du Costa Rica de football 1994-1995
Navigation
Saison précédente Saison suivante
La Primera División 1994-1995 est la 73e édition de la première division costaricienne.
Lors de ce tournoi, le Deportivo Saprissa a conservé son titre de champion du Costa Rica face aux onze meilleurs clubs costariciens.
La saison était divisée en deux phases, le vainqueur de la phase régulière et le vainqueur de la phase finale se sont disputé le titre de champion à la fin de la saison.
Lors de la première phase, chacun des douze clubs participant était confronté quatre fois aux onze autres équipes. Puis les huit meilleurs se sont affrontés lors d'une phase finale en fin de saison.
Deux places étaient qualificatives pour la Coupe des champions de la CONCACAF et deux places étaient qualificatives pour le Tournoi des Géants d'Amérique Centrale.

## Les 12 clubs participants
| \| San José: AD Sagrada Familia Deportivo Saprissa LD Alajuelense / AD Belén CS Cartagines CS Herediano AD Limonense Municipal Pérez Zeledon Municipal Puntarenas AD Ramonense I 0San José AD San Carlos Municipal Turrialba \| Localisation des clubs engagés dans le championnat. |
| San José: AD Sagrada Familia Deportivo Saprissa LD Alajuelense / AD Belén CS Cartagines CS Herediano AD Limonense Municipal Pérez Zeledon Municipal Puntarenas AD Ramonense I 0San José AD San Carlos Municipal Turrialba                                                           |

| Club                    | Stade                         | Capacité          | Ville                  |
| LD Alajuelense          | Stade Alejandro Morera Soto   | 17 900            | Alajuela               |
| AD Belén                | Stade inconnu                 | Capacité inconnue | San Antonio            |
| CS Cartagines           | Stade José Rafael Meza        | 13 500            | Cartago                |
| CS Herediano            | Stade Eladio Rosabal Cordero  | 8 100             | Heredia                |
| AD Limonense            | Stade Juan Gobán              | 3 000             | Puerto Limón           |
| Municipal Pérez Zeledon | Stade Municipal Pérez Zeledón | 6 000             | San Isidro del General |
| Municipal Puntarenas    | Stade Lito Pérez              | 4 100             | Puntarenas             |
| AD Ramonense            | Stade Carlos Roldan           | 5 000             | San Ramón              |
| AD Sagrada Familia      | Stade inconnu                 | Capacité inconnue | San José               |
| AD San Carlos           | Stade Carlos Ugalde Álvarez   | 5 600             | Ciudad Quesada         |
| Deportivo Saprissa      | Stade Ricardo Saprissa        | 23 100            | San José               |
| Municipal Turrialba     | Stade Rafael Ángel Camacho    | 4 500             | Turrialba              |

## Première phase
Lors de la première phase les douze équipes s'affrontent à quatre reprises selon un calendrier tiré aléatoirement.
Les huit meilleures équipes sont qualifiées pour la deuxième phase, le dernier du classement est relégué en Segunda División et l'avant dernier joue un match de barrage face au finaliste de la Segunda División.
Le classement est établi sur l'ancien barème de points (victoire à 2 points, match nul à 1, défaite à 0).
Le départage final se fait selon les critères suivants :
- Le nombre de points.
- La différence de buts générale.
- La différence de buts particulière.
- Le nombre de buts marqué.

### Classement
| Rang | Équipe                  | Pts | J  | G  | N  | P  | Bp | Bc | Diff |
| ---- | ----------------------- | --- | -- | -- | -- | -- | -- | -- | ---- |
| 1    | Deportivo Saprissa (T)  | 61  | 44 | 23 | 15 | 6  | 64 | 32 | +32  |
| 2    | LD Alajuelense          | 60  | 44 | 27 | 6  | 11 | 88 | 46 | +42  |
| 3    | AD San Carlos           | 53  | 44 | 20 | 13 | 11 | 56 | 47 | +9   |
| 4    | CS Herediano            | 51  | 44 | 20 | 11 | 13 | 59 | 50 | +9   |
| 5    | CS Cartagines           | 49  | 44 | 16 | 17 | 11 | 57 | 38 | +19  |
| 6    | AD Ramonense            | 47  | 44 | 19 | 9  | 16 | 53 | 52 | +1   |
| 7    | Municipal Pérez Zeledon | 42  | 44 | 13 | 16 | 15 | 48 | 45 | +3   |
| 8    | Municipal Puntarenas    | 42  | 44 | 14 | 14 | 16 | 48 | 55 | -7   |
| 9    | AD Belén                | 35  | 44 | 9  | 17 | 18 | 32 | 54 | -22  |
| 10   | Municipal Turrialba     | 33  | 44 | 9  | 15 | 20 | 37 | 55 | -18  |
| 11   | AD Sagrada Familia (P)  | 30  | 44 | 12 | 6  | 26 | 31 | 65 | -34  |
| 12   | AD Limonense            | 25  | 44 | 5  | 15 | 24 | 36 | 70 | -34  |

| Légende : Qualifications et relégations | Légende : Qualifications et relégations                                                                                               |
| --------------------------------------- | --- |
|                                         | Coupe des champions de la CONCACAF 1996 (3e Tour de qualification) Tournoi des Géants d'Amérique Centrale 1996 (en) (Phase de Groupe) |
|                                         | Qualifié pour le barrage de relégation en Segunda División                                                                            |
|                                         | Relégué en Segunda División |
|                                         | En gras : Qualifié pour la deuxième phase (T) : Tenant du titre (P) : Promu de la saison 1993-1994                                    |

## Barrage de relégation
| Club               | Aller              | Retour             | Club                            | Commentaire |
| AD Sagrada Familia | Résultats inconnus | Résultats inconnus | AD Carmelita ou AD Guanacasteca |             |

## Seconde phase
Les huit équipes qualifiées sont réparties dans deux groupes d'après leur classement général, puis les deux meilleurs de chaque groupe se qualifient pour les demi-finales.
Le classement est établi sur l'ancien barème de points (victoire à 2 points, match nul à 1, défaite à 0).
Le départage final se fait selon les critères suivants :
- Le nombre de points.
- La différence de buts générale.
- La différence de buts particulière.
- Le nombre de buts marqué.

### Classements
| Rang | Équipe                  | Pts | J | G | N | P | Bp | Bc | Diff |
| ---- | ----------------------- | --- | - | - | - | - | -- | -- | ---- |
| 1    | LD Alajuelense          | 10  | 6 | 5 | 0 | 1 | 11 | 5  | +6   |
| 2    | Municipal Pérez Zeledon | 6   | 6 | 2 | 2 | 2 | 8  | 6  | +2   |
| 3    | CS Herediano            | 6   | 6 | 2 | 2 | 2 | 9  | 8  | +1   |
| 4    | AD Ramonense            | 2   | 6 | 0 | 2 | 4 | 6  | 15 | -9   |

| Légende : Qualifications et relégations | Légende : Qualifications et relégations |
| --------------------------------------- | --------------------------------------- |
|                                         | Qualifié pour les demi-finales          |
|                                         | (T) : Tenant du titre                   |

| Rang | Équipe                 | Pts | J | G | N | P | Bp | Bc | Diff |
| ---- | ---------------------- | --- | - | - | - | - | -- | -- | ---- |
| 1    | Deportivo Saprissa (T) | 10  | 6 | 4 | 2 | 0 | 10 | 4  | +6   |
| 2    | AD San Carlos          | 6   | 6 | 2 | 2 | 2 | 9  | 5  | +4   |
| 3    | CS Cartagines          | 5   | 6 | 2 | 1 | 3 | 5  | 9  | -4   |
| 4    | Municipal Puntarenas   | 3   | 6 | 0 | 3 | 3 | 2  | 8  | -6   |

### Tableau
En cas d'égalité sur la somme des deux matchs, l'équipe ayant obtenu les meilleurs résultats lors de la phase de poule et sacrée vainqueur.
|  |                         |            |                    |            |                |      |  |        |        |        |        |        |
|  | 1/2 finale              | 1/2 finale | 1/2 finale         | 1/2 finale | 1/2 finale     |      |  | Finale | Finale | Finale | Finale | Finale |
|  |                         |            |                    |            |                |      |  |        |        |        |        |        |
|  |                         |            |                    |            |                |      |  |        |        |        |        |        |
|  | LD Alajuelense          | (A1)       | 1                  | 2          |                |      |  |        |        |        |        |        |
|  | LD Alajuelense          | (A1)       | 1                  | 2          |                |      |  |        |        |        |        |        |
|  | AD San Carlos           | (B2)       | 1                  | 0          |                |      |  |        |        |        |        |        |
|  | AD San Carlos           | (B2)       | 1                  | 0          | LD Alajuelense | (A1) |  |        |        |        |        |        |
|  |                         |            |                    |            |                | (A1) |  |        |        |        |        |        |
|  |                         |            | Deportivo Saprissa | (B1)       |                |      |  |        |        |        |        |        |
|  | Deportivo Saprissa      | (B1)       | Deportivo Saprissa | (B1)       | 3              | 1    |  |        |        |        |        |        |
|  | Deportivo Saprissa      | (B1)       |                    |            | 3              | 1    |  |        |        |        |        |        |
|  | Municipal Pérez Zeledon | (A2)       | 1                  | 0          |                |      |  |        |        |        |        |        |
|  | Municipal Pérez Zeledon | (A2)       | 1                  | 0          |                |      |  |        |        |        |        |        |

### Demi-finales
| Club               | Aller | Retour | Club                    | Commentaire |
| Deportivo Saprissa | 3-1   | 1-0    | Municipal Pérez Zeledon |             |
| LD Alajuelense     | 1-1   | 2-0    | AD San Carlos           |             |

### Finale
Le LD Alajuelense remporte la seconde phase du championnat grâce à de meilleurs résultats lors de la phase de groupe.
| Match aller  | LD Alajuelense | 0:0 | Deportivo Saprissa | Stade Alejandro Morera Soto |
| Jour inconnu |                |     |                    |                             |

| Match retour | Deportivo Saprissa | 1:1 | LD Alajuelense | Stade Ricardo Saprissa |  |
| Jour inconnu | Buteur inconnu     |     | Buteur inconnu |                        |  |

## Finale du championnat
Elle oppose le leader de la saison régulière au vainqueur de la seconde phase du championnat.
| Match aller  | LD Alajuelense | 1:3 | Deportivo Saprissa | Stade Alejandro Morera Soto |  |
| Jour inconnu | Buteur inconnu |     | Buteurs inconnus   |                             |  |

| Match retour | Deportivo Saprissa | 0:1 | LD Alajuelense | Stade Ricardo Saprissa |  |
| Jour inconnu |                    |     | Buteur inconnu |                        |  |

## Bilan du tournoi
| Tableau d'Honneur |                    |
| Compétition       | Vainqueur          |
| Primera División  | Deportivo Saprissa |

| Qualifications continentales 1995-1996 |                                   |
| Coupe des champions de la CONCACAF     | Qualifiés                         |
| Troisième tour de qualification        | Deportivo Saprissa LD Alajuelense |
| Tournoi des Géants d'Amérique Centrale | Qualifiés                         |
| Phase de Groupe (en)                   | Deportivo Saprissa LD Alajuelense |

| Promotions et relégations   |                                 |
| Relégué en Segunda División | AD Limonense AD Sagrada Familia |
| Promu de Segunda División   | AD Carmelita AD Guanacasteca    |